# Катастрофа Let L-410 в Пієрі
2 березня 2021 року літак Let L-410 Turbolet авіакомпанії South Sudan Supreme Airlines розбився в Пієрі, округ Урор, Південний Судан, під час виконання внутрішнього рейсу до злітно-посадкової смуги Юай, Південний Судан.

## Літак

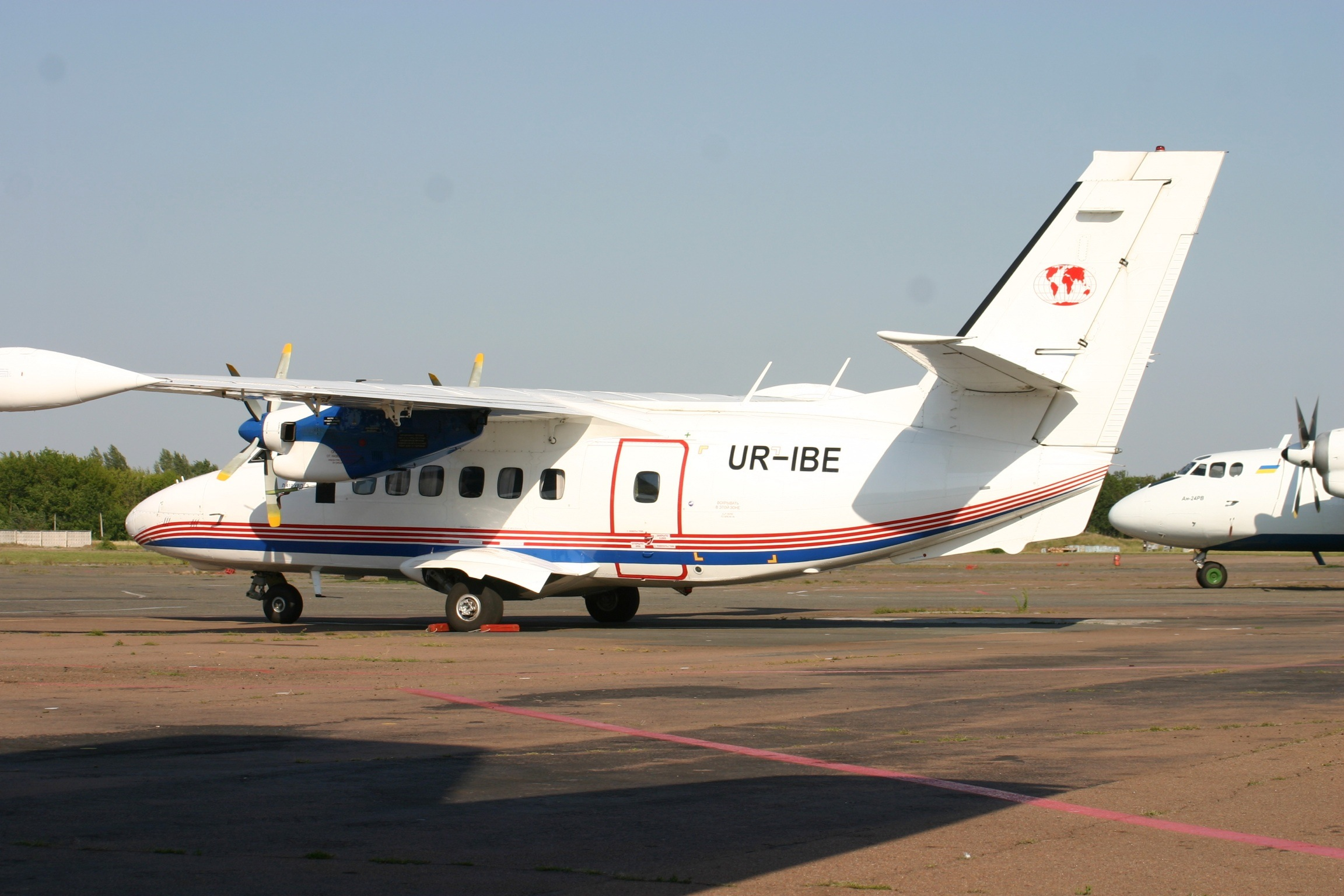
Літак, який зазнав аварії в липні 2007 року, ще перебував на озброєнні Центру ділової авіації

Літак аварії був Let L-410 UVP-E з підробленим номером HK-4274. Літак був 1000-м побудованим L-410 і раніше належав «Аерофлоту», «Універсал-Авіа», «Центру бізнес-авіації» і «Forty Eight Aviation». Він був проданий South Sudan Supreme Airlines у 2017 році.

## Інцидент
Літак розбився відразу після зльоту з аеропорту П'єрі, Південний Судан, на внутрішньому регулярному пасажирському рейсі. На борту було 8 пасажирів і двоє членів екіпажу. Управління цивільної авіації Південного Судану, яке розслідує аварію, оголосило, що приблизно через 10 хвилин після зльоту у літака стався збій двигуна. Потім літак спробував повернути назад і приземлитися, але потім відмовив інший двигун, в результаті чого літак втратив швидкість і впав з невеликим рухом вперед після, ймовірно, зупинки.